# 假复叶耳蕨属
假复叶耳蕨属（学名：Acrorumohra），是鳞毛蕨科下的一个属。全世界现知有7种, 分布东亚及东南亚；中国有4种, 分布于华南及西南。

## 下属物种
- 弯柄假复叶耳蕨 Acrorumohra diffracta
- 川滇假复叶耳蕨 Acrorumohra dissecta
- 草质假复叶耳蕨 Acrorumohra hasseltii
- 微弯假复叶耳蕨 Acrorumohra subreflexipinna